# Beronia (insecto)
Beronia es un género de escarabajos de la familia Leiodidae.

## Especies
Se reconocen las siguientes:
- Beronia andreevi
- Beronia micevi